# Fengzhen
Fengzhen (丰镇 ; pinyin : Fēngzhèn) est une ville de la région autonome de Mongolie-Intérieure en Chine. C'est une ville-district placée sous la juridiction administrative de la ville-préfecture d'Ulaan Chab.

## Démographie
La population du district était de 308 459 habitants en 1999.